# Musée de Curaçao
Le Musée de Curaçao (en papiamento : Museo di Kòrsou) est un musée ouvert en 1948 situé à Willemstad sur l'île de Curaçao.

## Historique
Le 19 février 1946 s'est réunie un certain nombre de personnes chez le lieutenant-gouverneur Michiel Gorsira pour créer une fondation afin de créer un musée. Il a ouvert le 7 mars 1948. La communauté locale a apporté une contribution significative à l’inventaire.

## Bâtiment
Le musée est situé dans un ancien hôpital de style colonial construit en 1853 par le lieutenant ingénieur P. Boer. Il a servi d'hôpital à la marine néerlandaise pour traiter les patients atteints de fièvre jaune. Il se compose de deux pavillons adjacents avec une galerie ouverte typique des maisons de campagne de Curaçao sur un côté. Il y a une extension semi-circulaire à l'arrière. Plus tard, l'entrée a été déplacée et un grand escalier d'accès a été ajouté.

## Collections
Les salles d'exposition disposent de meubles antiques des XVIIIe et XIXe siècles, y compris des meubles en acajou, et la plus ancienne table à manger de l'île. Dans une autre pièce, il y a une carte en vitrail des Caraïbes. La collection de peintures comprend des œuvres de Hendrik Chabot, Carel Willink, Herman Kruyder, Isaac Israëls, Jacques van Mourik, Edgar Fernhout et Jan Sluijters. Au sous-sol se trouvent une collection d'objets de la culture des Indiens, une collection géologique, des coquillages et des coraux ainsi que la flore et la faune des Antilles néerlandaises.
À l'arrière, au-dessus de l'extension semi-circulaire, se trouve un carillon appelé De Vier Koningskinderen. Il a été fabriqué par la fonderie de cloches Royal Eijsbouts et a été inauguré en 1952. Il porte le nom des quatre filles de la reine Juliana et est toujours en activité.
Dans le jardin, il y a des statues de Luis Brión et de Guillaume Ier d'Orange-Nassau, entre autres, mais aussi des sculptures de Yubi Kirindongo, Hortence Brouwn et Philippe Zanolino. Il existe un train du Mijnmaatschappij utilisé pour l'extraction du phosphate de la montagne de la Table et, pour les enfants, un village pour enfants historique et culturel.
La Snipgallery abrite le cockpit du « Snip », le premier avion KLM à avoir traversé l'océan Atlantique en 1934. De temps en temps, le musée abrite des concerts de musique.